# Jackie Butler
Jackie Butler (McComb, 10 marzo 1985) è un ex cestista statunitense, professionista nella NBA.

## Statistiche

### NBA

#### Regular Season
| Anno       | Squadra           | PG | PT | MP   | TC%  | 3P% | TL%  | RP  | AP  | PRP | SP  | PP  |
| ---------- | ----------------- | -- | -- | ---- | ---- | --- | ---- | --- | --- | --- | --- | --- |
| 2004-2005  | N.Y. Knicks       | 3  | 0  | 1,7  | 100  | -   | 100  | 0,0 | 0,0 | 0,3 | 0,0 | 3,3 |
| 2005-2006  | N.Y. Knicks       | 55 | 0  | 13,5 | 54,4 | -   | 75,3 | 3,3 | 0,5 | 0,3 | 0,6 | 5,3 |
| 2006-2007† | San Antonio Spurs | 11 | 2  | 9,4  | 45,7 | -   | 90,0 | 2,0 | 0,5 | 0,2 | 0,0 | 3,7 |
| Carriera   | Carriera          | 69 | 2  | 12,3 | 53,9 | -   | 77,5 | 3,0 | 0,4 | 0,3 | 0,4 | 5,0 |

## Palmarès
- McDonald's All-American Game (2003)
- CBA Rookie of the Year (2005)
- All-CBA First Team (2005)
- CBA All-Rookie First Team (2005)